# De Vos (II)
De Vos (ook: De Vos tot Nederveen Cappel) is een geslacht waarvan de stamvader uit Kaiserswerth kwam en wiens kleinzoon zich in de Nederlanden vestigde.

## Geschiedenis
De bewezen stamreeks begint met Sibert Voss, voerman te Wesel, die in Kaiserswerth werd geboren en daar in 1665 overleed. Zijn kleinzoon Lodewijk de Vos (Lodewich Voss) (1676-1730) werd in 1699 lid van het Sint-Nicolaasgilde te Culemborg en in 1701 burger van die stad. Nageslacht van hem vervulde voornamelijk bestuurlijke en militaire functies.
In 1855 kocht mr. Cornelis Lodewijk de Vos (1804-1885) de heerlijkheid Nederveen-Cappel waarna diens nageslacht de naam De Vos tot Nederveen Cappel ging voeren.

## Enkele telgen

Wapen van de heerlijkheid Nederveen-Cappel (1819)

Mr. Johannes Ludovicus de Vos (1753-1804), schepen van Culemborg, substituut-drost van Buren, provisioneel thesaurier van Culemborg, griffier hof van justitie te Utrecht
- Mr. Hendrik Daniel de Vos (1776-1807), advocaat en notaris, schepen van Utrecht
  - Mr. Cornelis Lodewijk de Vos, heer van Nederveen Cappel (1804-1885), president Hoge Raad der Nederlanden
    - Odilia Theodora Suffrida de Vos tot Nederveen Cappel (1843-1931), schilderes en tekenares
    - Elizabeth Anna Louise de Vos tot Nederveen Cappel (1844-1905); trouwde in 1864 met prof. mr. Anthony Ewoud Jan Modderman (1838-1885), minister van Justitie en minister van Staat
    - Mr. Lodewijk Hendrik Daniël de Vos tot Nederveen Cappel (1846-1934), griffier kantongerecht, entomoloog
    - Johanna Barbara de Vos tot Nederveen Cappel (1849-1884); trouwde in 1872 met prof. dr. Rudolph Sicco Tjaden Modderman (1831-1925), hoogleraar scheikunde te Groningen
    - Hendrik Anthony de Vos tot Nederveen Cappel (1851-1929), adjunct-directeur rijkswerkinrichting Veenhuizen
      - Ir. Cornelis Lodewijk de Vos tot Nederveen Cappel (1883-1935), ingenieur stadsbezittingen van Groningen en onder wiens leiding het herstelplan van Klooster Ter Apel werd uitgevoerd

    - Anna Elizabeth Maria de Vos tot Nederveen Cappel (1853-1891); trouwde in 1876 met prof. dr. Petrus de Boer (1841-1890), hoogleraar plantkunde te Groningen
- Christiaan Paulus de Vos (1781-1851), archivaris Kapittelen te Utrecht, rentmeester-generaal Ridderlijke Duitsche Orde, Balije van Utrecht
  - Christiaan Paulus de Vos (1810-1887), directeur huis van burgerlijke en militaire verzekering te Utrecht
    - Hendrik Daniel de Vos (1857-1899), uitgever en hoofdredacteur H.D. de Vos' Uitlotingscourant
      - Prof. ir. Hendrik Cristiaan Paulus de Vos (1883-1964), hoogleraar hydraulica, waterbouwkunde, wegen- en bruggenbouw Technische Hogeschool te Bandoeng

Geslachten die opgenomen zijn in het sinds 1910 verschijnende genealogische naslagwerk Nederland's Patriciaat. Lijst volgens opgave van het CBG Centrum voor familiegeschiedenis.
A · B · C · D · E · F · G · H · I · J · K · L · M · N · O · P · Q · R · S · T · U · V · W · Y · Z